# Медведица (Кировская область)
 Медведица  — опустевшая деревня в Пижанском муниципальном округе Кировской области.

## География
Расположена на расстоянии примерно 12 км по прямой на север-северо-восток от райцентра поселка Пижанка.

## История
Известна с 1686 года как деревня Медведева с 5 дворами, в 1748 (уже Медведица) 64 души мужского пола. В 1873 здесь дворов 17 и жителей 152, в 1905 25 и 185, в 1926 28 и 128, в 1950 16 и 61, в 1989 9 жителей. До 2020 года входила в состав Обуховского сельского поселения до его упразднения.

## Население
Постоянное население составляло 2 человека (русские 100%) в 2002 году, 0 в 2010.